# دیو بنت (بازیکن فوتبال، زاده ۱۹۵۹)
دیو بنت (انگلیسی: Dave Bennett؛ زادهٔ ۱۱ ژوئیهٔ ۱۹۵۹) بازیکن فوتبال اهل بریتانیا است.
از باشگاه‌هایی که در آن بازی کرده‌است می‌توان به باشگاه فوتبال شفیلد ونزدی، باشگاه فوتبال سوئیندون تاون، باشگاه فوتبال کاردیف سیتی، باشگاه فوتبال نانیتون تاون، باشگاه فوتبال کاونتری سیتی، باشگاه فوتبال منچستر سیتی، و باشگاه فوتبال شروزبری تاون اشاره کرد.